# Processa bermudensis
Processa bermudensis is een garnalensoort uit de familie van de Processidae. De wetenschappelijke naam van de soort is voor het eerst geldig gepubliceerd in 1900 door Rankin.